# جی (رمان)
جی رمان سال ۲۰۱۴ به نویسندگی هاوارد جاکوبسن است. این کتاب در فهرست جایزه ادبی من بوکر ۲۰۱۴ قرار داشت.

## دربارهٔ کتاب
این داستان در آینده رخ می‌دهد، جهانی که گذشته آن بسیار خطرناک بوده‌است، حتی در مورد آن صحبت نمی‌شود، کسی هم دوست ندارد آن را ملاقات کند. کتاب «J» یک داستان عاشقانه عجیب و غیرقابل مقایسه است، بسیار ناقص و وحشتناک. دو انسان عاشق همدیگر می‌شوند، آنها نمی‌دانند که از کجا آمده‌اند و حتی این را نمی‌دانند که کجا می‌روند.